# سنت فرانسیسویل (لوئیزیانا)
سنت فرانسیسویل (به انگلیسی: St. Francisville) شهری در ایالت لوئیزیانا کشور ایالات متحده آمریکا است که جمعیت آن در سرشماری سال ۲۰۱۰ میلادی، ۱٬۷۶۵ نفر بوده‌است.